# Castrovido
Castrovido es una localidad situada en la provincia de Burgos, comunidad autónoma de Castilla y León (España), comarca de Sierra de la Demanda, partido judicial de Salas, ayuntamiento de Salas de los Infantes.

## Geografía
Casco urbano pintoresco y muy bien rehabilitado.
Arquitectura románica.
Puente de época romana.

## Historia

### Antigüedad
Castrovido ya fue un importante asentamiento celtíbero en época prerromana. Los romanos mantuvieron el asentamiento e hicieron pasar por la localidad la calzada que iba desde Clunia a Tritium Magallum.

### Edad Media
Con el avance de los colonos cristianos castellanos se fueron adelantando las fronteras hacia el Sur. A finales del siglo IX se formó una línea defensiva de castillos que protegiesen los nuevos territorios colonizados frente a las aceifas musulmanas. Castillos de esta línea defensiva eran los de Castrovido, Hacinas, Castrillo de la Reina, Carazo o Salas. El topónimo de la localidad, Castrovido, aparece por primera vez en el Fuero de Salas (974), en el que el conde García Fernández concedía a Gonzalo Gustios fueros y heredades para poblar Salas y las villas circundantes. En este fuero Castrovido tiene el significado de "castro de Vito" o "de Víctor". Este Víctor era un compañero de Gonzalo Gustios, que seguramente construyó el castillo de Castrovido junto al río Arlanza y la calzada romana.
En 1002, el caudillo musulmán Almanzor con sus huestes atravesó el paso de Castrovido en una aceifa que destruyó, entre otros, San Millán de la Cogolla. Pero ya de vuelta de su campaña Almanzor sufrirá su primera derrota seria en Castrovido, cuya infantería no pudo con la resistencia de los que se protegían en el cerro del castillo. Castrovido vuelve a aparecer mencionado en una donación de la noble Juliana Fortúnez al monasterio de San Millán de la Cogolla, fechada el 28 de febrero de 1094:

Insuper dono in Salas meo palatio cum pratu e pertenentia ad integritatem, sicut pater meus dedit michi totum. El in Castravid do totam hereditatem et domos quantum ad me pertinet ad integritatem
Cartulario de San Millán de la Cogolla, Bec. rol. 202.— Colec. n.° 338

En el año 1156 Castrovido aparece de nuevo en una donación de un tal Sancho Ruiz al monasterio de San Pedro de Arlanza. Siglos después se anotaría al respecto de Castrovido:

Castro Vido. Este logar es de donna Sancha, muger que fue de Diego López de Haro, e de Iohan Díaz de Rotaful (sic). Pagan al rey monedas e servicios. Dan cada anno a los sennores por infurçión el que es casado e tiene una yunta de bueyes cada vno seys maravedis e el que tiene vn buey tres maravedis e el que non tiene buey vna gallina
Becerro de las Behetrías de Castilla (1351).

A partir del siglo XIV pasó a pertenecer a los bienes de la Casa de Velasco.

### SigloXX
Castrovido fue una villa con ayuntamiento propio hasta que en la década de 1970 se integró en el municipio de Salas de los Infantes. Ello fue debido a la pérdida de población sufrida, al igual que la mayoría de pueblos españoles, durante las décadas de 1940 a 1970 por la población rural que emigraba a las ciudades.

## Demografía
| Gráfica de evolución demográfica de Castrovido entre 1842 y 1970 |
| |
| Población de derecho según los censos de población del INE Población de hecho según los censos de población del INEEntre el censo de 1857 y el anterior, crece el término del municipio porque incorpora a Terrazas. Entre el censo de 1981 y el anterior, este municipio desaparece porque se integra en el municipio Salas de los Infantes. |